# Hesketh 308C
Hesketh 308C – samochód Formuły 1, zaprojektowany w 1976 roku przez Harveya Postlethwaite'a i skonstruowany przez Hesketh Racing.

## Konstrukcja
Jedną z największych innowacji modelu 308B były gumowe przednie sprężyny. W 308C sprężyny z gumy znalazły się już zarówno z przodu, jak i z tyłu samochodu. Zaletą takiego rozwiązania była niska masa sprężyn i możliwość łatwego ustawienia ich sztywności.
Samochód był jednak stosunkowo konwencjonalny. Podobnie jak w modelu 308B, chłodnice zostały zamontowane wzdłużnie w sekcjach bocznych, obok silnika Ford Cosworth DFV o mocy 485 KM przy 10 000 obr./min. Tylne hamulce zostały zamontowane obok pięciobiegowej skrzyni biegów Hewland.
Po sezonie 1975 Frank Williams przy finansowym wsparciu Waltera Wolfa zakupił samochód i nakłonił Postlethwaite'a do dalszego rozwoju modelu. Postlethwaite zmodyfikował zawieszenie m.in. poprzez zarzucenie gumowych sprężyn. Nowy samochód został nazwany Williams FW05. Był on jednak zbyt ciężki i nie odnosił dobrych wyników.

## Wyniki w Formule 1
| Legenda oznaczeń w tabelach wyników Wyświetl szablon na nowej stronie | Legenda oznaczeń w tabelach wyników Wyświetl szablon na nowej stronie                                                                     |
| Oznaczenie                                                            | Wyjaśnienie |
| --------------------------------------------------------------------- | --- |
| Złoty                                                                 | Zwycięzca lub mistrzostwo |
| Srebrny                                                               | 2. miejsce lub wicemistrzostwo |
| Brązowy                                                               | 3. miejsce lub II wicemistrzostwo |
| Zielony                                                               | Ukończył, punktował (w klasyfikacji generalnej, gdy zdobył co najmniej jeden punkt na przestrzeni sezonu, poza trzema powyższymi opcjami) |
| Niebieski                                                             | Ukończył, nie punktował (w klasyfikacji generalnej, gdy nie zdobył co najmniej jednego punktu na przestrzeni sezonu)                      |
| Czerwony                                                              | Nie zakwalifikował się (NZ) |
| Czerwony                                                              | Nie prekwalifikował się (NPK) |
| Różowy                                                                | Nie ukończył (NU) |
| Różowy                                                                | Niesklasyfikowany (NS) (w klasyfikacji generalnej, gdy nie został sklasyfikowany w żadnym wyścigu sezonu)                                 |
| Czarny                                                                | Zdyskwalifikowany (DK) |
| Czarny                                                                | Wykluczony (WYK/EX) |
| Biały                                                                 | Nie wystartował (NW) |
| Biały                                                                 | Kontuzjowany (K/INJ) |
| Biały                                                                 | Wyścig odwołany (OD/C) |
| Bez koloru                                                            | Został wycofany (WYC/WD) |
| Bez koloru                                                            | Nie przybył (NP/DNA) |
| Bez koloru                                                            | Nie brał udziału w treningach (NT/DNP) |
| Bez koloru                                                            | Nie został zgłoszony (–) |
| Pogrubienie                                                           | Start z pole position |
| Kursywa                                                               | Najszybsze okrążenie wyścigu |
| †                                                                     | Nie ukończył, ale jego rezultat został zaliczony ze względu na przejechanie więcej niż 90% dystansu wyścigu.                              |
| *                                                                     | Sezon w trakcie |
| 1/2/3                                                                 | Punktowana pozycja w sprincie kwalifikacyjnym                                                                                             |
| Lista systemów punktacji Formuły 1                                    | |

| Sezon | Zespół                     | Silnik | Kierowcy         | Wyniki w poszczególnych eliminacjach | Wyniki w poszczególnych eliminacjach | Wyniki w poszczególnych eliminacjach | Wyniki w poszczególnych eliminacjach | Wyniki w poszczególnych eliminacjach | Wyniki w poszczególnych eliminacjach | Wyniki w poszczególnych eliminacjach | Wyniki w poszczególnych eliminacjach | Wyniki w poszczególnych eliminacjach | Wyniki w poszczególnych eliminacjach | Wyniki w poszczególnych eliminacjach | Wyniki w poszczególnych eliminacjach | Wyniki w poszczególnych eliminacjach | Wyniki w poszczególnych eliminacjach | Wyniki w poszczególnych eliminacjach | Wyniki w poszczególnych eliminacjach | Wyniki kierowców | Wyniki kierowców | Wyniki konstruktora | Wyniki konstruktora |
| Sezon | Zespół                     | Silnik | Kierowcy         | ARG                                  | BRA                                  | ZAF                                  | ESP                                  | MCO                                  | BEL                                  | SWE                                  | NLD                                  | FRA                                  | GBR                                  | DEU                                  | AUT                                  | ITA                                  | USA                                  |                                      |                                      | Punkty           | Pozycja          | Punkty              | Pozycja             |
| ----- | -------------------------- | ------ | ---------------- | ------------------------------------ | ------------------------------------ | ------------------------------------ | ------------------------------------ | ------------------------------------ | ------------------------------------ | ------------------------------------ | ------------------------------------ | ------------------------------------ | ------------------------------------ | ------------------------------------ | ------------------------------------ | ------------------------------------ | ------------------------------------ | ------------------------------------ | ------------------------------------ | ---------------- | ---------------- | ------------------- | ------------------- |
| 1975  | Hesketh Racing             | Ford   | James Hunt       | -                                    | -                                    | -                                    | -                                    | -                                    | -                                    | -                                    | -                                    | -                                    | -                                    | -                                    | -                                    | 5                                    | 4                                    |                                      |                                      | 5 (33)           | 4                | 5 (33)              | 4                   |
|       |                            |        |                  | BRA                                  | ZAF                                  | USW                                  | ESP                                  | BEL                                  | MCO                                  | SWE                                  | FRA                                  | GBR                                  | DEU                                  | AUT                                  | NLD                                  | ITA                                  | USA                                  | CAN                                  | JPN                                  | Punkty           | Pozycja          | Punkty              | Pozycja             |
| 1976  | Frank Williams Racing Cars | Ford   | Jacky Ickx       | 8                                    | 16                                   | NZ                                   | -                                    | -                                    | -                                    | -                                    | -                                    | -                                    | -                                    | -                                    | -                                    | -                                    | -                                    | -                                    | -                                    | 0                | 23               | 0                   | 15                  |
| 1976  | Frank Williams Racing Cars | Ford   | Michel Leclère   | -                                    | 13                                   | NZ                                   | -                                    | -                                    | -                                    | -                                    | -                                    | -                                    | -                                    | -                                    | -                                    | -                                    | -                                    | -                                    | -                                    | 0                | 29               | 0                   | 15                  |
| 1976  | Walter Wolf Racing         | Ford   | Jacky Ickx       | -                                    | -                                    | -                                    | 7                                    | NZ                                   | NZ                                   | -                                    | 10                                   | NZ                                   | -                                    | -                                    | -                                    | -                                    | -                                    | -                                    | -                                    | 0                | 23               | 0                   | 15                  |
| 1976  | Walter Wolf Racing         | Ford   | Arturo Merzario  | -                                    | -                                    | -                                    | -                                    | -                                    | -                                    | -                                    | -                                    | -                                    | NU                                   | NU                                   | NU                                   | NZ                                   | NU                                   | NU                                   | NU                                   | 0                | 26               | 0                   | 15                  |
| 1976  | Walter Wolf Racing         | Ford   | Michel Leclère   | -                                    | -                                    | -                                    | 10                                   | 11                                   | 11                                   | NU                                   | 13                                   | -                                    | -                                    | -                                    | -                                    | -                                    | -                                    | -                                    | -                                    | 0                | 29               | 0                   | 15                  |
| 1976  | Walter Wolf Racing         | Ford   | Chris Amon       | -                                    | -                                    | -                                    | -                                    | -                                    | -                                    | -                                    | -                                    | -                                    | -                                    | -                                    | -                                    | -                                    | NW                                   | -                                    | -                                    | 0 (2)            | 18               | 0                   | 15                  |
| 1976  | Walter Wolf Racing         | Ford   | Warwick Brown    | -                                    | -                                    | -                                    | -                                    | -                                    | -                                    | -                                    | -                                    | -                                    | -                                    | -                                    | -                                    | -                                    | -                                    | 14                                   | -                                    | 0                | 38               | 0                   | 15                  |
| 1976  | Walter Wolf Racing         | Ford   | Hans Binder      | -                                    | -                                    | -                                    | -                                    | -                                    | -                                    | -                                    | -                                    | -                                    | -                                    | -                                    | -                                    | -                                    | -                                    | -                                    | NU                                   | 0                | NS               | 0                   | 15                  |
| 1976  | Walter Wolf Racing         | Ford   | Masami Kuwashima | -                                    | -                                    | -                                    | -                                    | -                                    | -                                    | -                                    | -                                    | -                                    | -                                    | -                                    | -                                    | -                                    | -                                    | -                                    | NW                                   | 0                | NS               | 0                   | 15                  |